# Okan Demiriş
Okan Demiriş (Istanbul, 9 de febrer de 1942, 18 de juny de 2010) fou un director d'orquestra i compositor turc.
És conegut per la seva òpera Murat IV, sobre la vida de Murat IV., que es va estrenar a Istanbul el 3 de maig de 1980.) Entre les seves obres es troben també les òperes Yusuf ile Züleyha, Karyağdı Hatun, Büyük Hakan Alparslan i Deniz Kurdu (Llop de mar), així com un ballet, Rüyalar (Els somnis).
Okan Demiriş estava casat amb la soprano Leyla Demiriş (1945-2016) i va considerar que les seves millors òperes són les que va dedicar a la seva dona.